# Ville-en-Vermois
Ville-en-Vermois és un municipi francès situat al departament de Meurthe i Mosel·la i a la regió del Gran Est. L'any 2007 tenia 595 habitants.

## Demografia

### Població
El 2007 la població de fet de Ville-en-Vermois era de 595 persones. Hi havia 228 famílies, de les quals 40 eren unipersonals (8 homes vivint sols i 32 dones vivint soles), 84 parelles sense fills, 100 parelles amb fills i 4 famílies monoparentals amb fills.
La població ha evolucionat segons el següent gràfic:
Habitants censats

### Habitatges
El 2007 hi havia 237 habitatges, 230 eren l'habitatge principal de la família, 2 eren segones residències i 5 estaven desocupats. 232 eren cases i 5 eren apartaments. Dels 230 habitatges principals, 212 estaven ocupats pels seus propietaris, 14 estaven llogats i ocupats pels llogaters i 4 estaven cedits a títol gratuït; 5 tenien dues cambres, 12 en tenien tres, 57 en tenien quatre i 155 en tenien cinc o més. 193 habitatges disposaven pel capbaix d'una plaça de pàrquing. A 82 habitatges hi havia un automòbil i a 139 n'hi havia dos o més.

### Piràmide de població
La piràmide de població per edats i sexe el 2009 era:
| Homes | Edats   | Dones |
| ----- | ------- | ----- |
| 0     | 95 o +  | 0     |
| 0     | 90 a 94 | 0     |
| 4     | 85 a 89 | 0     |
| 4     | 80 a 84 | 0     |
| 4     | 75 a 79 | 8     |
| 12    | 70 a 74 | 16    |
| 16    | 65 a 69 | 20    |
| 16    | 60 a 64 | 12    |
| 12    | 55 a 59 | 16    |
| 40    | 50 a 54 | 24    |
| 32    | 45 a 49 | 24    |
| 24    | 40 a 44 | 24    |
| 20    | 35 a 39 | 44    |
| 24    | 30 a 34 | 12    |
| 16    | 25 a 29 | 8     |
| 16    | 20 a 24 | 12    |
| 12    | 15 a 19 | 16    |
| 36    | 10 a 14 | 12    |
| 4     | 5 a 9   | 40    |
| 12    | 0 a 4   | 8     |

## Economia
El 2007 la població en edat de treballar era de 419 persones, 287 eren actives i 132 eren inactives. De les 287 persones actives 270 estaven ocupades (141 homes i 129 dones) i 17 estaven aturades (9 homes i 8 dones). De les 132 persones inactives 68 estaven jubilades, 44 estaven estudiant i 20 estaven classificades com a «altres inactius».

### Ingressos
El 2009 a Ville-en-Vermois hi havia 227 unitats fiscals que integraven 614 persones, la mediana anual d'ingressos fiscals per persona era de 23.853 €.

### Activitats econòmiques
Dels 38 establiments que hi havia el 2007, 2 eren d'empreses extractives, 3 d'empreses de fabricació d'altres productes industrials, 10 d'empreses de construcció, 9 d'empreses de comerç i reparació d'automòbils, 2 d'empreses de transport, 1 d'una empresa d'hostatgeria i restauració, 2 d'empreses financeres, 1 d'una empresa immobiliària, 3 d'empreses de serveis, 4 d'entitats de l'administració pública i 1 d'una empresa classificada com a «altres activitats de serveis».
Dels 9 establiments de servei als particulars que hi havia el 2009, 1 era una autoescola, 1 paleta, 2 guixaires pintors, 2 lampisteries, 2 electricistes i 1 restaurant.
Dels 2 establiments comercials que hi havia el 2009, 1 era una botiga de mobles i 1 una botiga de material de revestiment de parets i terra.
L'any 2000 a Ville-en-Vermois hi havia 10 explotacions agrícoles.

## Equipaments sanitaris i escolars
El 2009 hi havia una escola elemental.

## Poblacions més properes
El següent diagrama mostra les poblacions més properes.